# Stanisław Chudoba (zoolog)
Stanisław Chudoba (ur. 16 grudnia 1906 w Łopatynie, zm. 9 kwietnia 1983 we Wrocławiu) – polski zoolog, profesor Wyższej Szkoły Rolniczej we Wrocławiu
W 1926 ukończył gimnazjum w Złoczowie i podjął studia z zoologii na Wydziale Matematyczno-Przyrodniczym Uniwersytetu Jana Kazimierza we Lwowie. Ukończył je w 1933.
Podczas okupacji niemieckiej, w latach 1942–1943 pracował w Instytucie Badań nad Tyfusem Plamistym i Wirusami prof. Weigla we Lwowie, w dziale zakaźnym wyrobu szczepionek.
W styczniu 1945, po wyzwoleniu Krakowa pracował jako nauczyciel w VI Państwowym Gimnazjum i Liceum, pełniąc jednocześnie - jako wolontariusz - obowiązki asystenta w Katedrze Anatomii Porównawczej UJ. W 1945 uzyskał stopień doktora na podstawie pracy doktorskiej Badania porównawcze aparatu Golgiego, chondriomu i wakuomu u wybranych gatunków owadów, wykonanej jeszcze przed wojną.
W latach 1946–1954 pracował na stanowisku adiunkta w Katedrze Zoologii Ogólnej Instytutu Zoologicznego Uniwersytetu Wrocławskiego, po czym - w 1954 został kierownikiem Katedry Zoologii w Wyższej Szkoły Rolniczej we Wrocławiu, uzyskując kolejne stopnie naukowe od adiunkta do profesora zwyczajnego (1971).
Do 1973 był dyrektorem Instytutu Biologicznych Podstaw Produkcji Zwierzęcej. Odznaczony Krzyżem Oficerskim Orderu Odrodzenia Polski, Złotym Krzyżem Zasługi, Odznaką Budowniczego Wrocławia, Odznaką 1000-lecia Państwa Polskiego, Odznaką Zasłużonego Nauczyciela PRL.
Został pochowany na cmentarzu św. Wawrzyńca we Wrocławiu.